# Amstrad GX4000
GX4000 ime je za 8-bitnu igraću konzolu koje je dizajnirala britanska tvrtka Amstrad. Tehnološka osnova bilo je računalo Amstrad CPC s nekim poboljšanjima u grafici. Konzola je izašla na tržište 1990. godine, ali zbog slabe podrške softverskih tvrtki i pojave 16-bitnih konzola, Amstrad povlači proizvod nakon samo nešto više od 15.000 prodanih primjeraka.